# 楊文銳
楊文銳(英語：Yeung Man Yui, Gary)（1983年—），MH，香港政治人物，擔任新城電台《創智傳城》客席主持，香港開電視《聲東擊西》節目主持，及同時身兼不同專業協會職務。

## 簡歷
楊文銳於香港科技大學畢業，並取得計算機工程學學士學位，其後在清華大學修讀公共管理碩士學位。他於大學時期已經熱愛研究互聯網。2007年，他更創辦了慈善青年團體─馬鞍山青年協會，同時營運協會轄下兩間社會企業，為青年及社區提供多元化服務。楊文銳於2008年獲得國際青年商會頒發青年領袖殊榮，更於2017年榮獲香港特別行政區政府頒授榮譽勳章，以表揚其傑出成就及對香港社會的貢獻。

## 從政生涯
楊文銳於2008至2015年間擔任沙田區區議員，2011至2016年為香港特別行政區選舉委員會委員，2011至2019年為香港民主建港協進聯盟（民建聯）沙田支部主席。他於2017年擔任中國人民政治協商會議佛山市委員會的政協委員。

## 公職
- 民主建港協進聯盟成員
- 前沙田區議員，現為香港智慧城市聯盟會長
- 香港都會大學諮議會成員[2]
- 職業訓練局(VTC)資訊科技學科顧問委員會主席
- 工業貿易署工商機構支援基金評審委員會委員
- 互聯網專業協會副會長
- 香港軟件行業協會副會長
- 香港O2O電子商務總會副會長兼財務長

## 外部連結
- 香港杨文锐Gary （页面存档备份，存于）

| 議會席位      | 議會席位                            | 議會席位      |
| ------------- | ----------------------------------- | ------------- |
| 前任： 何淑萍 | 沙田區議會錦濤區選區 2008年－2015年 | 繼任： 陳國強 |